# Cata Coll
Catalina Tomas „Cata“ Coll Lluch (* 23. April 2001 in Pórtol) ist eine spanische Fußballtorhüterin.

## Karriere

### Vereine
Im Alter von 15 Jahren schloss sie sich im Jahr 2016 UD Collerense an. Beim Zweitligisten blieb sie für drei Spielzeiten und schaffte mit ihrer Mannschaft am Ende dann noch den Aufstieg in die Primera B.
Zur Saison 2019/20 folgte dann ihr Wechsel zum FC Barcelona. Quasi sofort verliehen diese sie aber erst einmal weiter zum FC Sevilla. Für diese bekleidete sie in der Spielrunde dann auch die Position der Stammtorhüterin. Nach ihrer Rückkehr zu Barcelona wurde sie ab Oktober 2020 auch hier als Stammtorhüterin eingesetzt, weil Sandra Paños, hinter der sie sonst gesetzt war, verletzungsbedingt ausfiel. Ab April 2021 musste sie wieder die Rolle der Reservistin einnehmen. Aber auch in der darauffolgenden Saison 2021/22 kam sie noch zu Einsätzen für die Katalanen, nebst Paños kam sie so in acht Ligaspielen zum Einsatz und erhielt auch in der Champions League einen Einsatz. Es hätten wohl noch mehr Einsätze sein können, wenn sie nicht ein Kreuzbandriss von Februar 2022 bis März 2023 komplett aus dem Spiel genommen hätte.
Erst am 17. März 2023 machte sie bei einem 5:1 über Valencia ihr Comeback, als sie zur 75. Minute eingewechselt wurde. Im Laufe der restlichen Saison kam sie dann noch zu zwei Einsätzen.

### Nationalmannschaft
Im Alter von 15 Jahren nahm sie mit der spanischen U17 an der Europameisterschaft 2016 teil und kam hier im Halbfinale auch zu einem Einsatz. Anschließend gehörte sie auch zum Kader bei der Weltmeisterschaft im selben Jahr und kam hier in einem Gruppenspiel zum Einsatz. Bei der Europameisterschaft im Jahr 2017 war sie dann Stammtorhüterin und scheiterte mit ihrem Team wie auch schon im Vorjahr im Finale wieder an Deutschland. Ihre dritte Europameisterschaft fand dann im Jahr 2018 statt. Erneut als Stammtorhüterin gesetzt, gelang es ihr im dritten Anlauf im Finale gegen Deutschland zu bestehen und den Titel diesmal zu gewinnen. Ende des Jahres folgte die Teilnahme an der Weltmeisterschaft 2018, bei welcher sie am Ende wieder in jeder Partie das Tor hütete und ebenfalls mit ihrem Team den Titel gewann.
Zuvor war sie im August 2018 bereits auch noch Teil der U20, mit der sie bei der WM ebenfalls als Stammtorhüterin ebenfalls das Finale erreichte. Dort unterlag man dann aber Japan mit 1:3. Weiter ging es nun bei der U19 mit welcher sie sich für die Europameisterschaft 2019 im Sommer des Jahres qualifizierte. Hier erreichte sie mit ihrer Mannschaft das Halbfinale.
Ihre erste Nominierung für die A-Nationalmannschaft erhielt sie bereits im November 2020, ohne jedoch eingesetzt zu werden. Mit der U23 kam sie dann  im Jahr 2021 zu ein paar Einsätzen.
Am 30. Juni 2023 wurde sie für den finalen Kader bei der Weltmeisterschaft 2023 nominiert. Ihr Debüt für die A-Nationalmannschaft gab sie im Achtelfinale der Weltmeisterschaft.

## Titel
- Weltmeisterin: 2023